# Tating
Tating (nordfriesisch: Tååting) ist eine Gemeinde im Kreis Nordfriesland in Schleswig-Holstein.

## Geografie

### Geografische Lage
Das Gemeindegebiet von Tating befindet sich im westlichen Teil der Halbinsel Eiderstedt. Es bildet ein Teilgebiet innerhalb der naturräumlichen Haupteinheit Eiderstedter Marsch (Nr. 683) und erstreckt sich vom Wilhelminenkoog im Süden bis an den Tümlauer-Koog an der gleichnamigen Bucht im Nordwesten/Norden heran.

### Nachbargemeinden
Angrenzende Gemeindegebiete von Tating sind:
|                    | Tümlauer-Koog                               | Poppenbüll         |
| Sankt Peter-Ording | Kompassrose, die auf Nachbargemeinden zeigt | Kirchspiel Garding |
|                    |                                             | Grothusenkoog      |

## Geschichte
Tating war der frühere Hauptort der Harde Utholm. Die erste urkundliche Erwähnung erfolgte 1187.
Der Ort ist Namensgeber der archäologischen Fundgattung Tatinger Kanne.

## Religion
Evangelisch-Lutherische Gläubige in Tating sind Glieder der Kirchengemeinde St. Peter-Ording und Tating der Evangelisch-Lutherische Kirche in Norddeutschland. Als Gotteshaus in der Gemeinde dient die St. Magnus-Kirche.

## Politik

### Gemeindevertretung
Bei der Kommunalwahl am 14. Mai 2023 wurden insgesamt elf Sitze vergeben. Von diesen erhielt die Aktive Wählergemeinschaft Tating fünf Sitze, die CDU vier Sitze und die Grünen zwei Sitze.

### Bürgermeister
Hans Jacob Peters (CDU) hat sein Amt Ende 2023 aufgegeben. Seit 2024 ist Hans-Friedrich Friedel (AWT) Bürgermeister.

### Wappen
Blasonierung: „Von Silber und Blau durch einen breiten grünen und einen schmalen silbernen Balken gesenkt geteilt. Oben ein roter Haubarg, unten ein goldenes dreimastiges Segelschiff im Stil des 16. Jahrhunderts mit silbernen Segeln und roten Wimpeln. Auf dem Großsegel ein halber blauer herschauender Löwe (Leopard).“

## Sehenswürdigkeiten

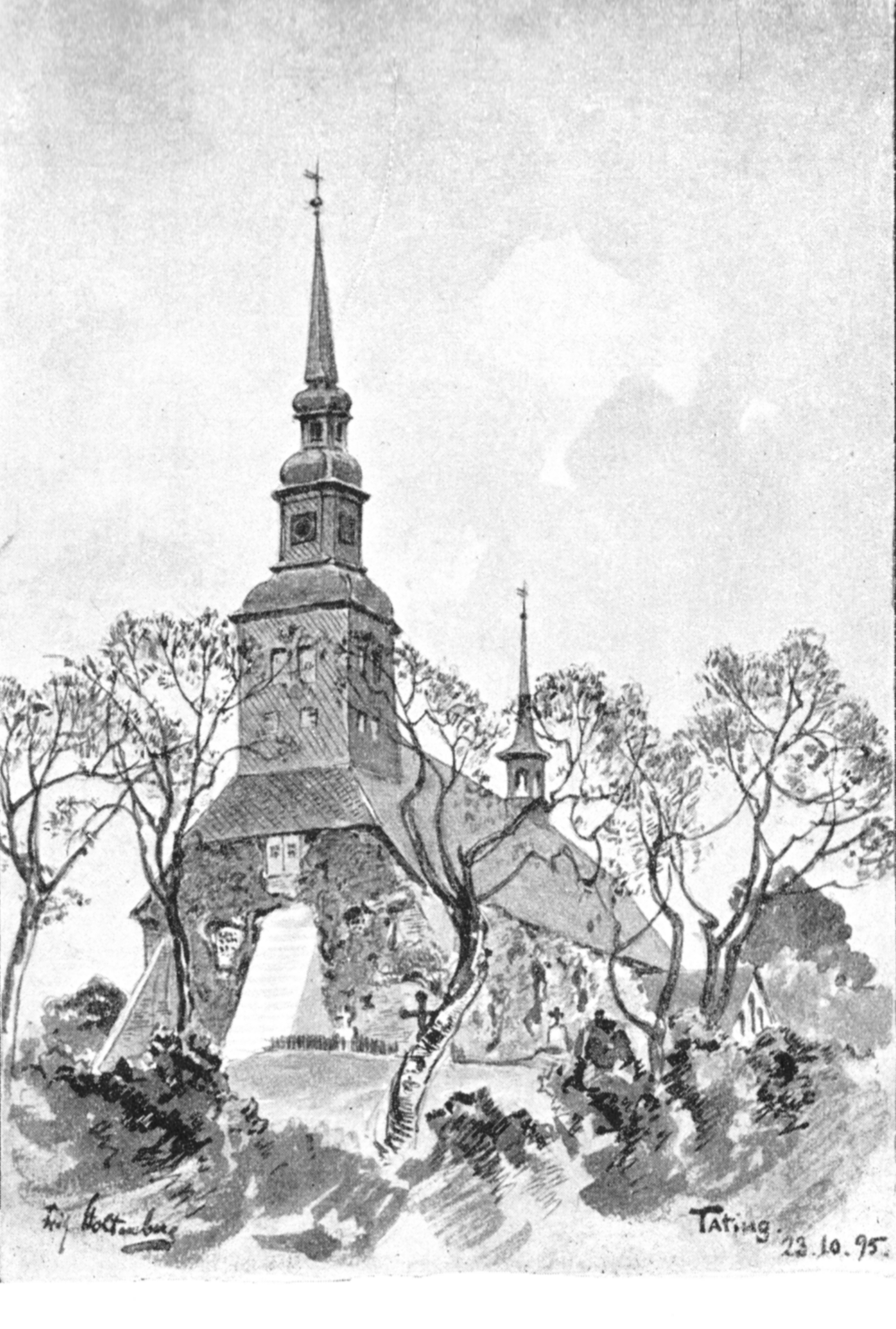
Die St.-Magnus-Kirche in Tating um 1895

### St.-Magnus-Kirche
Die St.-Magnus-Kirche in Tating ist die älteste Kirche Eiderstedts und vielleicht das älteste Bauwerk auf der Halbinsel. Im Jahre 1103 wurde sie zunächst als hölzerne Kapelle erbaut, im Laufe der Jahrhunderte wurde sie immer weiter aus- und umgebaut. Das flachgewölbte einschiffige Hauptschiff und der gewölbte Kastenchor sind in romanischem Stil gehalten, wobei der Chor noch aus der Zeit der ersten Steinkirche stammt, welche den hölzernen Vorgängerbau bald nach dessen Erbauung ersetzte. In der Gotik wurde dem Chor ein gewölbtes Chorpolygon angefügt. Der spätgotische Flügelaltar zeigt eine figurenreiche Kreuzigungsszene, die ihr gesamtes Mittelfeld einnimmt. In ihren Flügeln sind die zwölf Apostel abgebildet, je drei in einem Feld. Heute kann man bei einer Besichtigung eine Fülle kultureller Schätze der vergangenen Jahrhunderte bewundern: Die Kanzel von 1601, eine Triumphkreuzgruppe aus der Zeit nach 1500, die nördliche Empore von 1591 bis 1601 als Rest der früher umfänglicheren Emporen.

### Hochdorfer Garten mit Haubarg
In Tating befindet sich der Hochdorfer Garten. Der rund vier Hektar große Park wurde wahrscheinlich 1764 im französischen Stil angelegt. Die wichtigsten Elemente sind ein Lindenparterre und zehn axial-symmetrisch auf die Hauptfront des Hochdorfer Haubargs ausgerichtete Pflanzquartiere, die von über 120 Meter langen Lindenalleen eingerahmt werden. Der 1764 errichtete Haubarg selbst war bei seinem Bau mit 45 Metern Länge und 23 Metern Breite der wahrscheinlich größte auf Eiderstedt, zum Gehöft gehörten zu seinem besten Zeiten 400 Demat Land. Da bei mehreren Erbteilungen das Land abnahm, wurde schließlich auch der Haubarg selbst um 16 Meter verkürzt. Dem romantischen Zeitgeschmack entsprechend wurde am Südrand des Gartens eine kleine künstliche Ruine errichtet.
Während sich der Haubarg heute in Privatbesitz befindet, gehört der Garten der Richardsen-Bruchwitz Stiftung und ist der Gemeinde als öffentlich zugänglicher Dorfpark überlassen. Im Park befindet sich das sogenannte Schweizer Haus. Es beherbergt heute eine Gaststätte mit Galerie.

## Verkehr
Die Gemeinde ist mit dem Auto über die Bundesstraße 202 im Abschnitt zwischen Tönning und Sankt Peter-Ording erreichbar. Die Bundesstraße führt als Dorfstraße direkt durch die Dorflage. In der östlichen Gemarkung zweigt die schleswig-holsteinische Landesstraße 33 ab, welche ebenfalls nach Sankt Peter-Ording führt, dabei jedoch die südlichen und östlichen Außenbereiche des Gemeindegebiets passiert.
Die Anbindung Tatings im Schienenpersonennahverkehr erfolgt auf der Bahnstrecke Husum–Bad St. Peter-Ording. Auf dieser verkehrt die Regionalbahn 64 im Nahverkehrsverbund Schleswig-Holstein. Daneben ist der Ort ebenfalls im Schulbusverkehr durch das Unternehmen Autokraft an die Nachbarorte angebunden. Das Gemeindegebiet zählt zum Rufbusgebiet St. Peter-Ording mit dem Umstiegsknoten am Bahnhof St. Peter-Ording Bahnhof Süd.
Die Gemeinde Tating ist ins behördlich ausgeschilderte Radverkehrsnetz Schleswig-Holstein integriert. Durchs Gemeindegebiet verläuft der deutsche Fernradweg D-Route 1 (Nordseeküsten-Route (auch: Nordseeküstenradweg)). Dieser bildet den deutschen Abschnitt der internationalen North Sea Cycle Route (EV 12) ab. Daneben führt auch die Themenroute Wikinger-Friesen-Weg durch das Gemeindegebiet.

## Söhne und Töchter der Gemeinde
- Hugo Hildebrandt (1866–1946), Forstverwaltungsbeamter und Ornithologe
- Theodor Bannier (1883–?), Politiker (MdL, Schleswig-Holstein)
- Boye Ahrens (1876–?), Maler und Illustrator

## Bilder

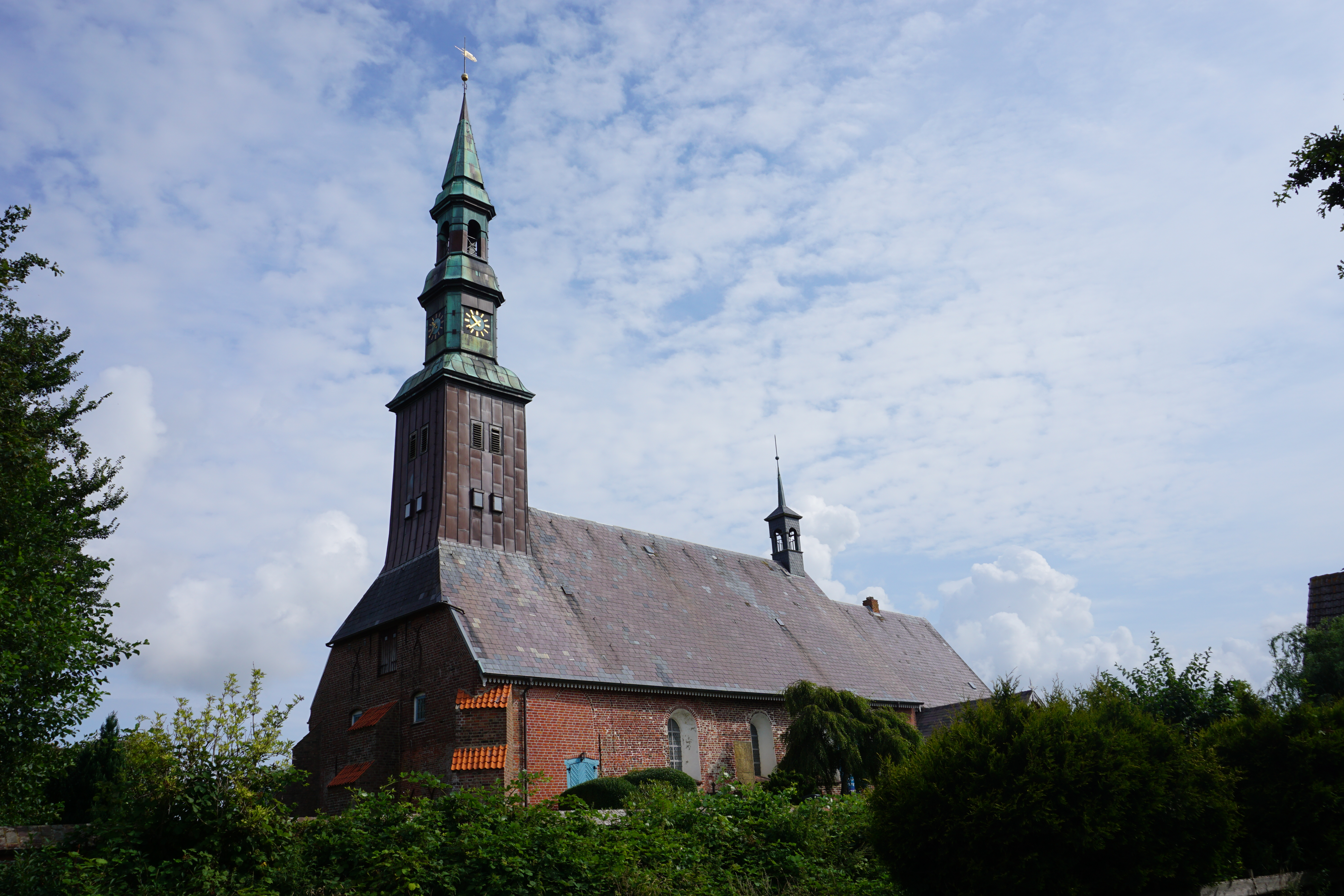
St.-Magnus-Kirche von Süden
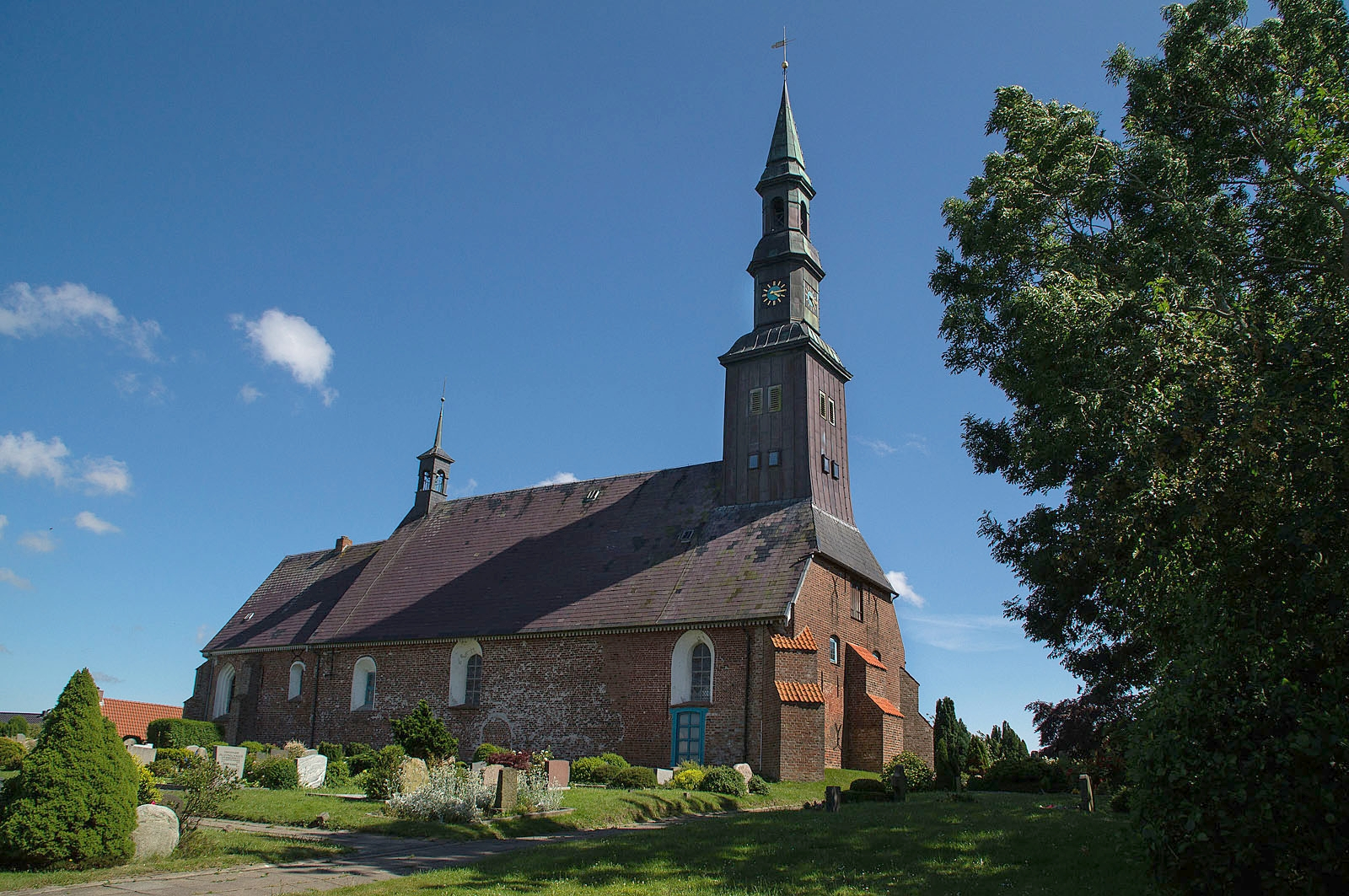
St.-Magnus-Kirche von Norden
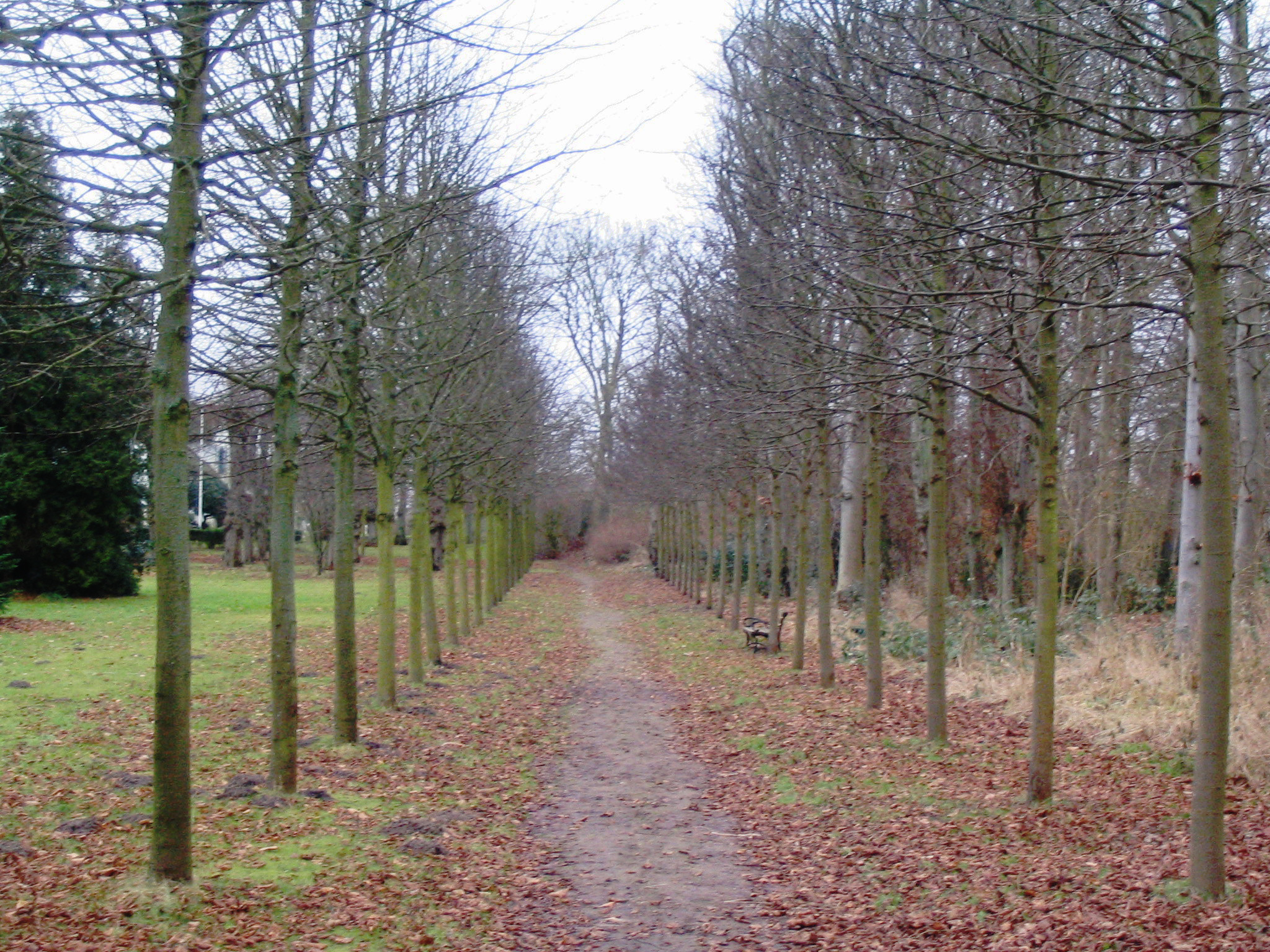
Hochdorfer Garten
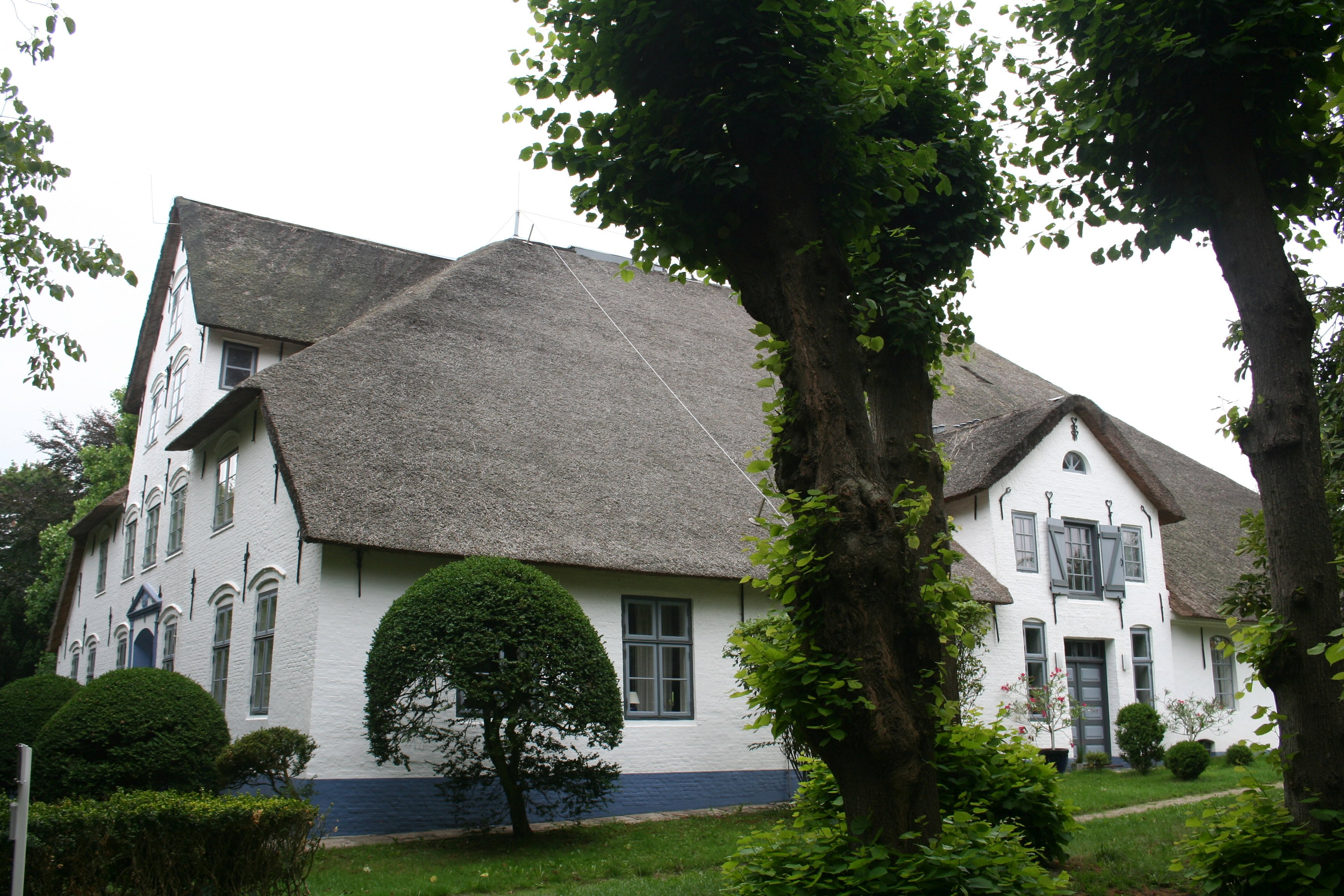
Hochdorfer Haubarg
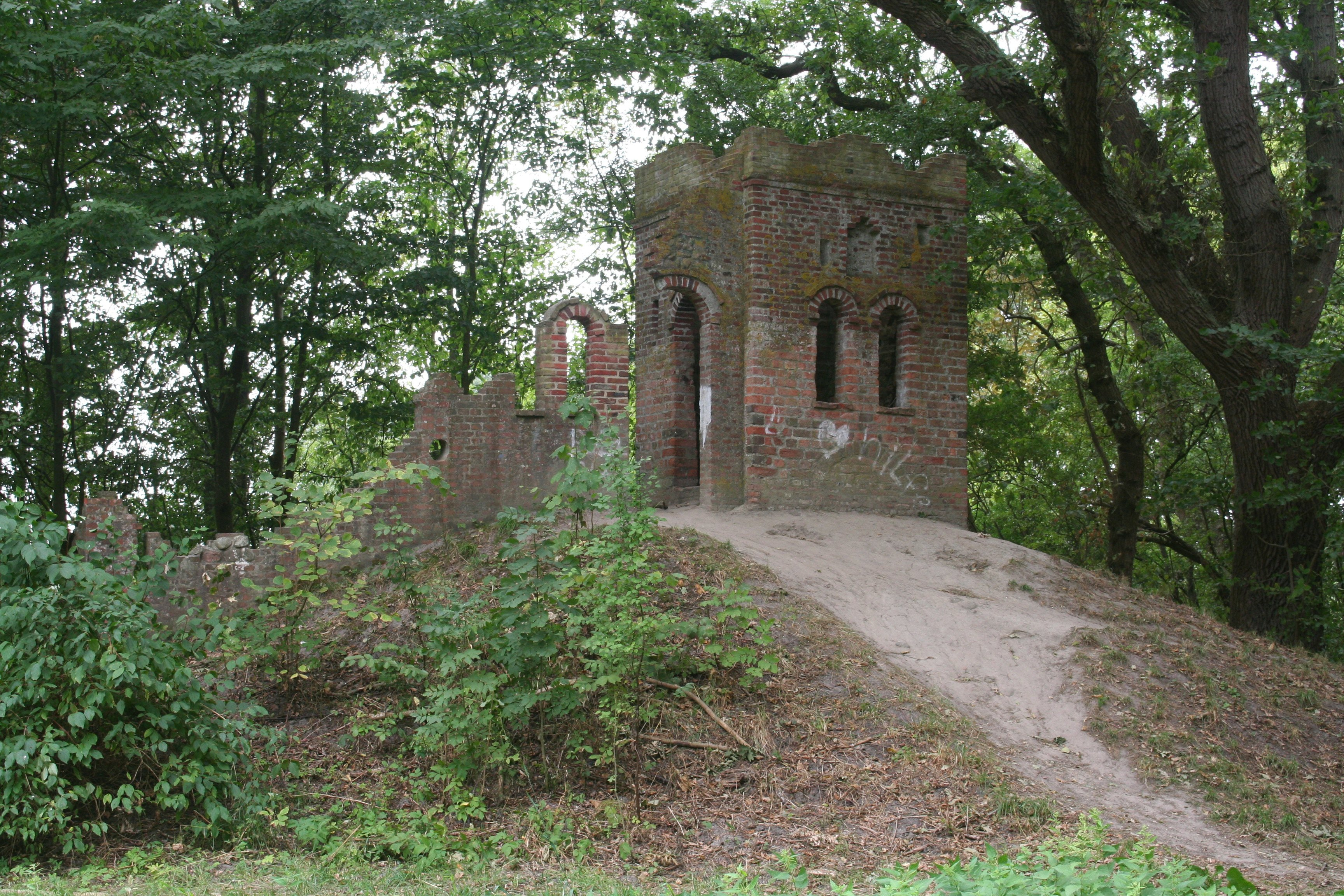
Künstliche Ruine im Hochdorfer Garten